# Brother in Swing
Brother in Swing è un album di Zoot Sims, pubblicato dalla Inner City Records nel 1979. Il disco fu registrato il 16 giugno 1950 a Parigi, Francia. Un altro album (dal titolo: Brother in Swing: Jazz Legacy 27) pubblicato dalla Jazz Legacy Records, sempre nel 1979, contiene gli stessi identici brani.

## Tracce
Brani composti da Zoot Sims, tranne dove indicato
Lato A
1. Night and Day (Take 1) – 2:58 (Cole Porter)
2. Night and Day (Take 2) – 2:58 (Cole Porter)
3. The Big Shot – 2:58
4. Slingin' Hasch (Take 1) – 3:20
5. Slingin' Hasch (Take 2) – 3:32
6. Tenorly (Take 1) – 2:48
7. Tenorly (Take 3) – 2:47

Lato B
1. Tenorly (Take 2) – 2:50
2. Zoot and Zoot – 3:22
3. I Understand (Take 1) – 3:39 (Kim Gannon, Mabel Wayne)
4. I Understand (Take 2) – 3:34 (Kim Gannon, Mabel Wayne)
5. Don't Worry About Me – 3:08 (Ted Koehler, Rube Bloom)
6. Crystal – 3:12

## Musicisti
- Zoot Sims - sassofono tenore
- Gerry Wiggins - pianoforte
- Pierre Michelot - contrabbasso
- Kenny Clarke - batteria[3]